# Тбилиси — мой дом
«Тбилиси — мой дом» — грузинский художественный фильм, 1993 года в жанре «драма». Режиссёр: Эрекле Бадурашвили.

## Сюжет
Молодая девушка приезжает из деревни в крупный город, но не приспособившись к жестоким реалиям городской жизни и людям там проживающим, она заканчивает жизнь самоубийством.

## В ролях
- Нино Лежава
- Николай Шенгелая
- Миранда Мирианашвили
- Нана Двалишвили
- Циала Гургенидзе
- Леван Бадурашвили
- Лали Бадурашвили
- Нато Шенгелая

## Награды
Специальный приз за лучшую женскую роль (Нино Лежава) на кинофестивале «Золотой орёл» 1995 в Батуми.